# Locminé Communauté
Die Locminé Communauté ist ein ehemaliger französischer Gemeindeverband mit der Rechtsform einer Communauté de communes im Département Morbihan in der Region Bretagne, dessen Verwaltungssitz sich in dem Ort Locminé befand. Sein Einzugsgebiet lag in der Mitte des Départements. Der am 12. November 1996 gegründete Gemeindeverband bestand aus fünf Gemeinden.

## Aufgaben
Zu den vorgeschriebenen Kompetenzen gehörten die Entwicklung und Förderung wirtschaftlicher Aktivitäten und des Tourismus sowie die Raumplanung auf Basis eines Schéma de Cohérence Territoriale. Der Gemeindeverband betrieb außerdem die Abwasserentsorgung.

## Historische Entwicklung
Der Gemeindeverband trug früher den Namen Communauté de communes du Pays de Locminé. Dieser entstand am 12. November 1996. Anfang 2010 wechselte der Verband auf den Namen Locminé Communauté.
Mit Wirkung vom 1. Januar 2017 fusionierte der Gemeindeverband mit der Baud Communauté und der Saint Jean Communauté und bildete so die Nachfolgeorganisation Centre Morbihan Communauté.

## Ehemalige Mitgliedsgemeinden
| Gemeinde          | Einwohner 1. Januar 2022 | Fläche km² | Dichte Einw./km² | Code INSEE | Postleitzahl |
| ----------------- | ------------------------ | ---------- | ---------------- | ---------- | ------------ |
| La Chapelle-Neuve | 1.002                    | 21,87      | 46               | 56039      | 56500        |
| Locminé           | 4.708                    | 4,86       | 969              | 56117      | 56500        |
| Moustoir-Ac       | 1.713                    | 33,92      | 51               | 56141      | 56500        |
| Évellys           | 3.384                    | 40,99      | 83               | 56144      | 56500        |
| Plumelin          | 2.841                    | 31,33      | 91               | 56174      | 56500        |